# 塔皮欧哲尔杰
塔皮欧哲尔杰，是匈牙利佩斯州所辖的一个村。总面积53.31平方公里，总人口3679，人口密度69.0人/平方公里（2011年1月1日）。